# Franz Christoph von Hutten zu Stolzenfels
Franz Christoph von Hutten zu Stolzenfels (ur. 6 marca 1706, zm. 20 kwietnia 1770 w Spirze) – niemiecki duchowny katolicki, kardynał, biskup Spiry, książę proboszcz (niem. Fürstpropst) Weißenburga.

## Życiorys
Pochodził z arystokratycznego rodu. 14 listopada 1743 został wybrany biskupem Spiry, którym pozostał już do śmierci. 1 stycznia 1744 przyjął święcenia kapłańskie, a 7 lutego 1744 sakrę biskupią. 23 listopada 1761 Klemens XIII wyniósł go do godności kardynalskiej. W 1769 nie brał udziału w konklawe wybierającym Klemensa XIV.